# Qurban Xəlilov
Qurban Əli oğlu Xəlilov (ur. 15 listopada 1906 w Kehralanie (obecnie Ardabil), zm. 20 marca 2000 w Baku) – radziecki i azerski polityk, przewodniczący Prezydium Rady Najwyższej Azerbejdżańskiej SRR w latach 1969-1985.
Od 1926 w WKP(b), 1933 ukończył Azerbejdżański Instytut Przemysłowy, 1932-1935 i 1937 inżynier w zakładach przemysłowych im. Kirowa w Baku, 1937-1942 dyrektor fabryki, 1942-1945 sekretarz miejskiego komitetu partyjnego w Baku, 1945-1955 zastępca naczelnika "Azneftu", zastępca ministra sowchozów, zastępca ministra przemysłu materiałów budowlanych Azerbejdżańskiej SRR, 1955-1958 zastępca przewodniczącego miejskiego komitetu wykonawczego w Baku, 1958-1969 minister finansów Azerbejdżańskiej SRR. Od  25 grudnia 1969 do 30 grudnia 1985 przewodniczący Prezydium Rady Najwyższej Azerbejdżańskiej SRR. 1971-1986 członek Centralnej Komisji Rewizyjnej KPZR, deputowany do Rady Najwyższej ZSRR od 8 do 11 kadencji. Odznaczony czterema Orderami Lenina, Orderem Rewolucji Październikowej, dwoma innymi orderami i wieloma medalami.